# Lundbygård (Lundby Sogn)
 For alternative betydninger, se Lundbygård. (Se også artikler, som begynder med Lundbygård)
Lundbygaard Gods er en sædegård 1 km nord for Gammel Lundby i Vordingborg Kommune på Sydsjælland. Den består af et 8-kantet gårdanlæg opført i nyklassicistisk stil 1784-1810, og er fredet.
Først kendte ejer 1355. Ejet af Gøngehøvdingen 1661-72. I familien Collets eje i 7 generationer siden 1824. Godset er fra 1968 ejet af tidligere forsvarsminister, kammerherre, hofjægermester Bernt Johan Collet.
Oldtidsmuseet i østfløjen er etableret 1880 af Kammerherre Holger Collet. Det indeholder genstande fra forhistorisk tid op til folkevandringstiden, og er den største private samling af sin slags i Nordeuropa.[kilde mangler]
Godset omfatter 1.010 hektar skov og mark. Godsets hovedproduktionsgren er juletræer, hvoraf der årlig plantes ca. 600.000, hvilket gør ejendommen til en af de største producenter i Europa. Som led i juletræsproduktionen har godset angiveligt beskadiget et fortidsminde, der dog siden er genskabt.[kilde mangler]

## Ejere af Lundbygaard
- (1360-1400) Niels Jensen
- (1400-1431) Niels Jensen
- (1431-1484) Peder Nielsen Jensen
- (1484-1493) Peder Steen Steensen
- (1493-1530) Steen Pedersen Steensen
- (1530-1550) Niels Pedersen Steensen
- (1550-1575) Knud Nielsen Steensen
- (1575-1577) Anne Nielsdatter Lunge gift Steensen
- (1577-1588) Frederik 2.
- (1588-1648) Christian 4.
- (1648-1666) Frederik 3.
- (1666-1672) Svend Poulsen (Gøngehøvdingen)
- (1672-1678) Christian Sivertsen
- (1678-1685) Knud Gregersen
- (1685) Christian 5.
- (1685-1705) Johan Henrik Schmidt
- (1705-1715) Hector Gottfried Masius
- (1715-1730) Frederik 4.
- (1730-1746) Christian 6.
- (1746-1766) Frederik 5.
- (1766-1774) Christian 7.
- (1774-1786) Caspar Wilhelm von Munthe af Morgenstierne
- (1786-1805) Adam Gottlob Wiimh
- (1805-1819) Ulrik Christian von Schmidten
- (1819-1822) Jobst Gerhard von Scholten
- (1822-1824) Frederik 6.
- (1824-1827) Peter Nicolaj Arboe
- (1827-1846) Anna Cathrine Collett, gift Arboe
- (1846-1857) Bernt Anker Collet
- (1857-1868) Enke Fru Emilie Collet, født Rørbye
- (1868-1909) Peter Ferdinand Collet
- (1909-1932) Holger Collet
- (1932-1968) Harald Collet
- (1968-) Bernt Johan Collet